# Йорверт ап Оуайн (лорд Гвинллуга)
Йорверт ап Оуайн (валл. Iorwerth ap Owain;) — лорд Гвинллуга и Каэр-Леона.

## Биография
Йорверт был потомком Риддерха ап Иестина, правителя большей части южного Уэльса, чей внук Карадог ап Грифид был убит в битве при Минидд Карн в 1081 году. К моменту смерти Карадога норманны взяли под свой контроль Гвент и Гвинллуг, а в последующие годы валлийские монархи потеряли свои твердыни и стали подчиняться английской короне. Сын Карадога — Оуайн — упоминается в 1140 году, а его сын Морган был признан лордом Каэрлеона королём Англии Генрихом II. Морган был убит Ифором Коротким в 1158 году и ему наследовал его брат Йорверт. Йорверт был женат на Анхараде, дочери Ухтрида, епископа Ллан-Дафа.
Генрих II атаковал, уничтожил и конфисковал Каэр-Леон у Йорверта в сентябре 1171 года по недокументированным причинам. В 1172 году люди Уильяма Фитц-Роберта, 2-й граф Глостер убили сына Йорверта — Оуайна, а Йорверт и его выживший сын Хивел начали восстание против норманнов. Хроника Принцев за 1175 год сообщает, что «Хивел из Каерлеона, схватил Оуайна Пенкарна, своего дядю, неизвестного отцу», и ослепил и кастрировал его. В июне 1175 года Йорверт участвовал в совете Глостера, где Каэрлеон был восстановлен к нему по настоянию Лорда Риса, лорда Дехейбарта. Ему наследовал его сын Хивел в 1184 году.